# Real Madrid Club de Fútbol 1992-1993
Questa voce raccoglie le informazioni riguardanti il Real Madrid Club de Fútbol nelle competizioni ufficiali della stagione 1992-1993.

## Rosa
| N. |                    | Ruolo | Calciatore           |
| -- | ------------------ | ----- | -------------------- |
|    | Spagna (bandiera)  | P     | Francisco Buyo       |
|    | Spagna (bandiera)  | P     | Pedro Jaro           |
|    | Spagna (bandiera)  | P     | Juanmi García        |
|    | Spagna (bandiera)  | D     | Manuel Sanchís       |
|    | Spagna (bandiera)  | D     | Mikel Lasa           |
|    | Spagna (bandiera)  | D     | Fernando Muñoz       |
|    | Brasile (bandiera) | D     | Ricardo Rocha        |
|    | Spagna (bandiera)  | D     | Chendo               |
|    | Spagna (bandiera)  | D     | Francisco Villarroya |
|    | Spagna (bandiera)  | D     | Luis Miguel Ramis    |
|    | Spagna (bandiera)  | C     | Míchel               |
|    | Spagna (bandiera)  | C     | Fernando Hierro      |

| N. |                      | Ruolo | Calciatore                |
| -- | -------------------- | ----- | ------------------------- |
|    | Croazia (bandiera)   | C     | Robert Prosinečki         |
|    | Spagna (bandiera)    | C     | Luis Milla                |
|    | Spagna (bandiera)    | C     | Martín Vázquez            |
|    | Spagna (bandiera)    | C     | Paco Llorente             |
|    | Spagna (bandiera)    | C     | Alberto Toril             |
|    | Spagna (bandiera)    | C     | Juan José Sánchez Maqueda |
|    | Spagna (bandiera)    | A     | Emilio Butragueño         |
|    | Cile (bandiera)      | A     | Iván Zamorano             |
|    | Spagna (bandiera)    | A     | Luis Enrique              |
|    | Spagna (bandiera)    | A     | Alfonso Pérez             |
|    | Argentina (bandiera) | A     | Juan Esnáider             |
|    | Spagna (bandiera)    | A     | Ismael Urzaiz             |